# 夢展望
夢展望株式会社（ゆめてんぼう）は、大阪府池田市石橋に本社を置く、トップス、ワンピース・パンプス・ミュール・バッグなどの女性子供用衣料・小物の通信販売をネット限定でおこなう企業である。

## 概要
10歳代のローティーンから、30歳代のヤングミセスまでの女性を主眼においた衣料品や小物の企画販売をおこなっている。主力商品はワンピース、靴、スーツ。人気商品のストレッチスーツは通算10万セット超の販売実績をもつとされる。
抱えるブランドは「Dear My Love」「Linosog（リノッシュ）」「Diable baiserr（ディアブルベーゼ）」「Newlyme（ニューリーミー）」「luity（リュイティ）」「Vivogue（ヴィボーグ）」「Cruiglace（クリュイグラッセ）」「PRISMSTONE（プリズムストーン）」「plumprimo（プランプリモ）」「chocolatemonster（チョコレートモンスター）」「IcOnIcFoRm（アイコニックフォルム）」等、2014年時点で15ブランドを展開していたが、2017年5月現在では「Newlyme」「Diable baiserr」「DearMyLove」「mon Lily」の4ブランドに統合している。
自社サイトに加えて楽天市場・DeNAショッピング・ヤフーショッピングなどにも幅広く出店している。
特にモバイルコマースを強化しており、ローティーンからヤングミセスまでの客層にもマッチし、携帯電話での購入が圧倒的に多い。携帯電話で手軽に購入できる「安カワ」感が支持されている一方で、多くのテレビドラマにタイアップ衣装提供もおこなっている。
海外にも進出しており、中国を中心に現地法人を設け、現地採用スタッフによりインターネット通販サイトを展開している。

## 沿革
- 1998年 - ドリームビジョン株式会社を設立。玩具・雑貨販売事業を開始。
- 2005年 - 衣料品販売事業を開始。
- 2007年 - 夢新開發（香港）有限公司を完全子会社とする。
- 2008年 - 現社名である夢展望株式会社に変更。夢展望貿易（深圳）有限公司を設立。
- 2009年 - 夢展望（台湾）有限公司を設立（2013年解散）。
- 2012年 - 南通佳尚服装有限公司を中国の江蘇省に設立。
- 2013年7月10日 - 東京証券取引所マザーズに上場。
- 2015年3月31日 - 健康コーポレーション株式会社（現・RIZAPグループ株式会社）に対し第三者割当増資を行い、同社が親会社となる。
- 2017年4月28日 - ニッセンホールディングスから、株式会社トレセントを買収し100%子会社化を実施。
- 2018年11月1日 - 住商ブランドマネジメント株式会社を子会社化し、ナラカミーチェジャパン株式会社に商号変更。

## 脚註
1. ↑  フィスコ企業調査レポート